# Javené
Javené is een gemeente in het Franse departement Ille-et-Vilaine (regio Bretagne). De plaats maakt deel uit van het arrondissement Fougères-Vitré. Javené telde op 1 januari 2022 2.185 inwoners.

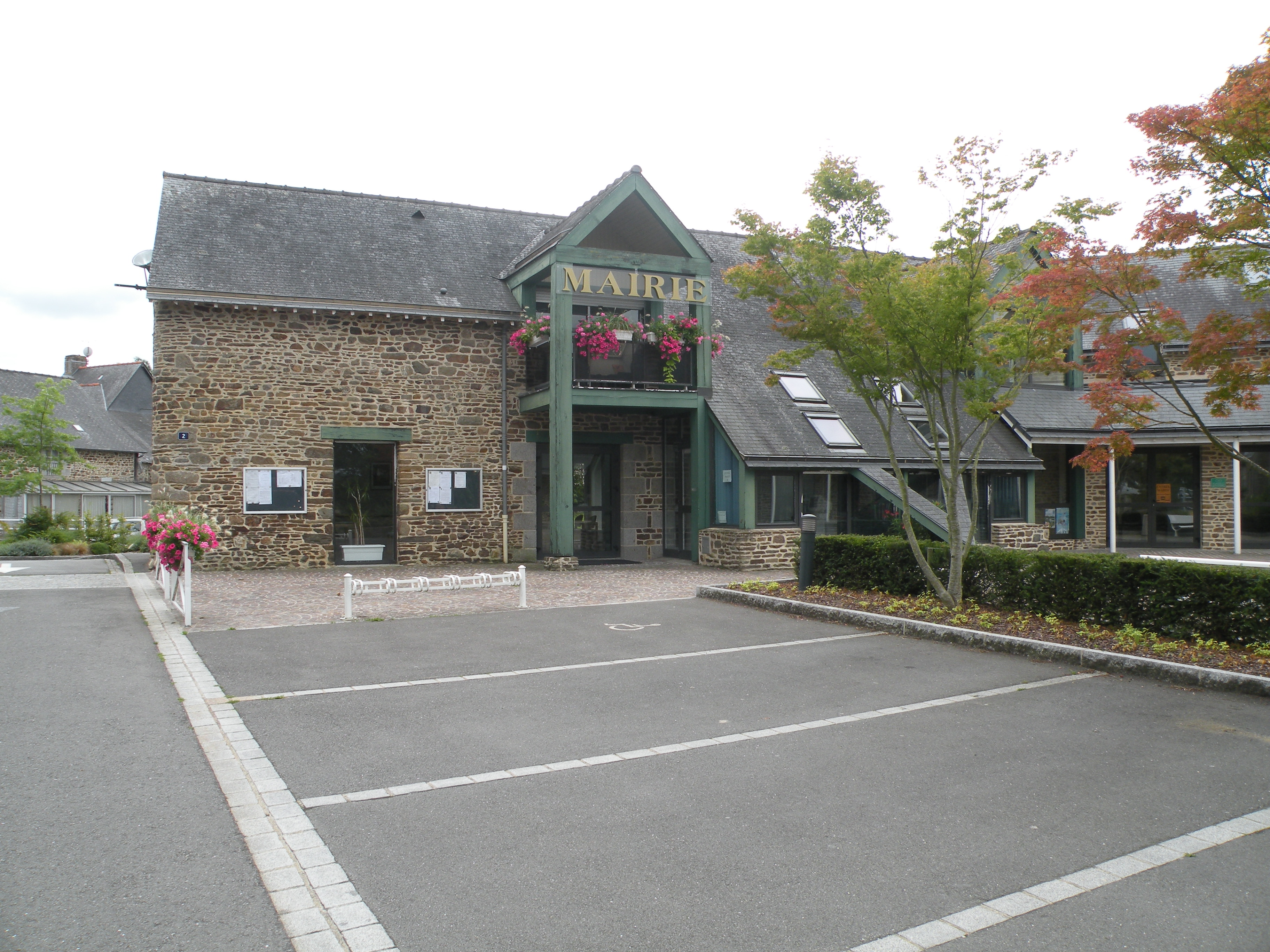
Gemeentehuis
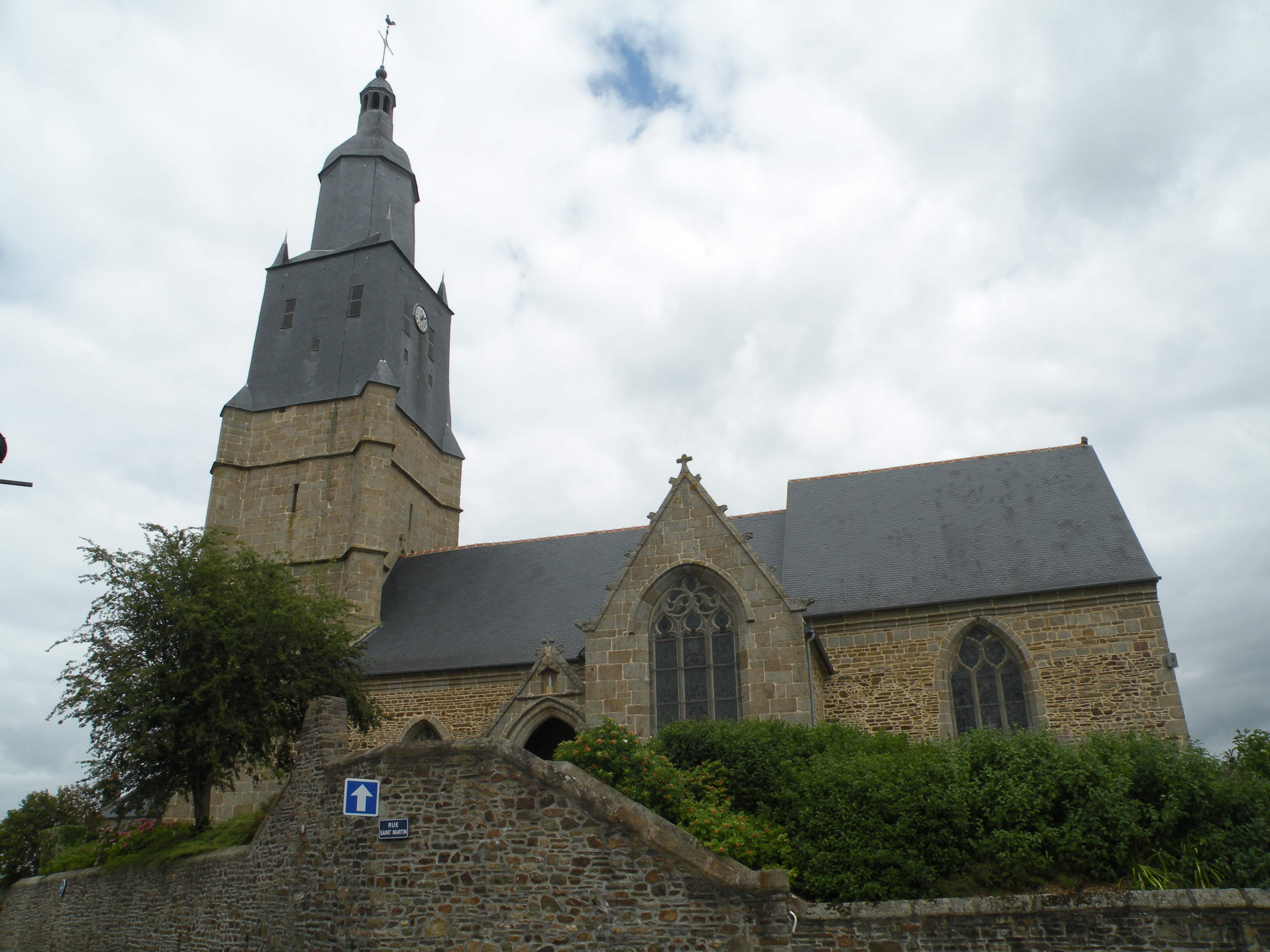
Kerk van Javené

## Geografie
De oppervlakte van Javené bedroeg op 1 januari 2022 18,45 vierkante kilometer; de bevolkingsdichtheid was toen 118,4 inwoners per km².

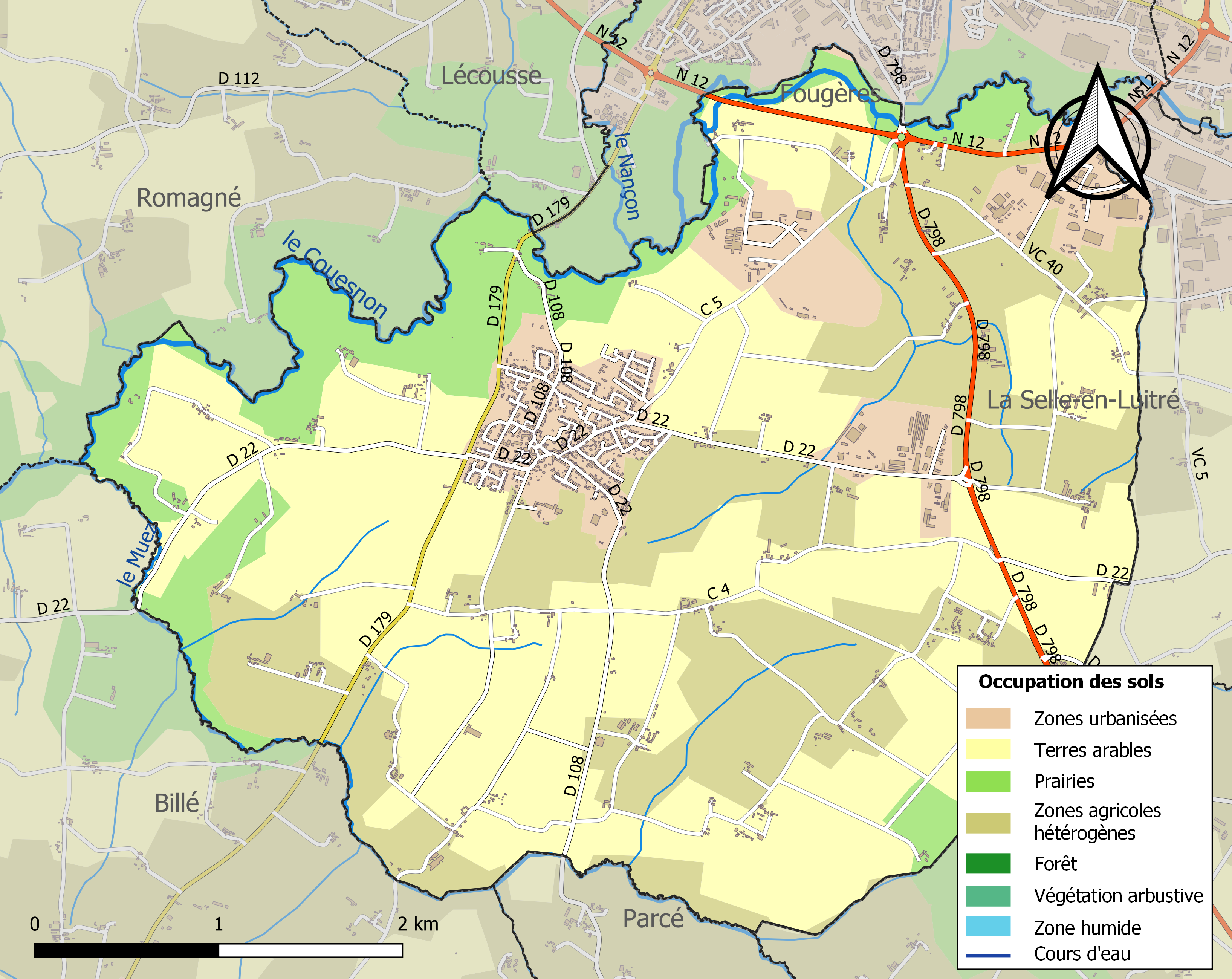
Kaart van de gemeente met belangrijkste infrastructuur, bodemgebruik en omliggende gemeenten

## Demografie
Onderstaande figuur toont het verloop van het inwonertal (bron: INSEE-tellingen).